# 破浪刨冰
《破浪刨冰》（日语：波乗りかき氷）是AKB48子團體Not yet的第2張單曲，於2011年7月6日由日本古倫美亞發行。

## 概要
單曲分為Type-A、Type-B和Type-C，總共三個版本，其中《破浪刨冰》和收錄於所有版本；收錄於Type-A；收錄於Type-B；收錄於Type-C，音樂錄影帶、《週末Not yet》Premium event節錄影片和優子的交談部屋「橫山篇」「指原篇」「北原篇」收錄於Type-A；音樂錄影帶製作特輯和Documentary「優子的軌跡」收錄於Type-B，Type-C則附有寫真相一張，三個版本在初回均附贈活動參加券一張。
2011年5月14日，Not yet在有明競技場舉行的《週末Not yet》發賣紀念活動中首次宣佈於7月6日發行第2張單曲《破浪刨冰》。6月6日，Not yet官方網站公佈單曲封面，並於6月15日開始先行音樂下載。音樂錄影帶在伊豆半島下田市的私人海灘拍攝。7月6日，Not yet在讀賣樂園內的水上遊樂島舉辦紀念特殊活動。Not yet在《MUSIC JAPAN》 和《Coming Soon!!》等音樂節目上亦有宣傳單曲。
是京都市美術館舉辦的「揚·弗美爾的情書展覽」的主題曲。是《Hop》日本語版的電影主題曲。

## 反應
6月17日，單曲在Rekochoku每日指數排第一位，在音樂錄影帶期待度指數則位列第三。發售當天，單曲憑7.6萬張的銷量在Oricon每日排行榜中排第一位。7月8日，單曲在Rekochoku的音樂錄影帶排行榜排第一位。其後，單曲在TOWER RECORDS的單曲排行榜位列第一。單曲取得Oricon週榜冠軍，這是自2001年9月早安少女組。子團體Minimoni以來再次有子團體連續兩張單曲均取得週榜冠軍。

## 歌曲列表
| Type-A   | Type-A             | Type-A             | Type-A     | Type-A |
| 曲序     | 曲目               | 词曲               | 編曲       | 时长   |
| -------- | ------------------ | ------------------ | ---------- | ------ |
| 1.       | 破浪刨冰           | 秋元康和YUMA       | 野中雄一   | 4:17   |
| 2.       |                    | 秋元康和野中雄一   | 野中雄一   | 4:46   |
| 3.       |                    | 秋元康和伊藤心太郎 | 伊藤心太郎 | 4:15   |
| 4.       | 破浪刨冰（純音樂） | 秋元康和YUMA       | 野中雄一   | 4:17   |
| 5.       | （純音樂）         | 秋元康和野中雄一   | 野中雄一   | 4:46   |
| 6.       | （純音樂）         | 秋元康和伊藤心太郎 | 伊藤心太郎 | 4:15   |
| 总时长： | 总时长：           | 总时长：           | 总时长：   | 26:36  |

| Type-B   | Type-B             | Type-B           | Type-B   | Type-B |
| 曲序     | 曲目               | 词曲             | 編曲     | 时长   |
| -------- | ------------------ | ---------------- | -------- | ------ |
| 1.       | 破浪刨冰           | 秋元康和YUMA     | 野中雄一 | 4:17   |
| 2.       |                    | 秋元康和野中雄一 | 野中雄一 | 4:46   |
| 3.       |                    | 秋元康和渡邊翔   | 板垣祐介 | 5:02   |
| 4.       | 破浪刨冰（純音樂） | 秋元康和YUMA     | 野中雄一 | 4:17   |
| 5.       | （純音樂）         | 秋元康和野中雄一 | 野中雄一 | 4:46   |
| 6.       | （純音樂）         | 秋元康和渡邊翔   | 板垣祐介 | 5:02   |
| 总时长： | 总时长：           | 总时长：         | 总时长： | 28:10  |

| Type-C   | Type-C             | Type-C               | Type-C   | Type-C |
| 曲序     | 曲目               | 词曲                 | 編曲     | 时长   |
| -------- | ------------------ | -------------------- | -------- | ------ |
| 1.       | 破浪刨冰           | 秋元康和YUMA         | 野中雄一 | 4:17   |
| 2.       |                    | 秋元康和野中雄一     | 野中雄一 | 4:46   |
| 3.       |                    | 秋元康和つじたかひろ | 野中雄一 | 4:16   |
| 4.       | 破浪刨冰（純音樂） | 秋元康和YUMA         | 野中雄一 | 4:17   |
| 5.       | （純音樂）         | 秋元康和野中雄一     | 野中雄一 | 4:46   |
| 6.       | （純音樂）         | 秋元康和つじたかひろ | 野中雄一 | 4:16   |
| 总时长： | 总时长：           | 总时长：             | 总时长： | 26:38  |